# Joachim Deecke
Joachim Deecke (Lübeck, 1912. június 28. – Atlanti-óceán, 1943. október 31.) német tengeralattjáró-kapitány volt a második világháborúban.

## Pályafutása
Joachim Deecke 1933. április 1-jén lépett be a haditengerészetbe. 1938. október 1-jén fregatthadnaggyá, majd 1941. április 1-jén sorhajóhadnaggyá léptették elő. Két tengeralattjáró kapitánya volt, amelyekkel kilenc őrjáraton vett részt. Négy hajót süllyesztett el, amelyek összesített vízkiszorítása 18 684 brt volt. 1943. október 31-én az Azori-szigetektől északra egy amerikai GAU–8 Avenger torpedóval elsüllyesztette a tengeralattjáróját. Deecke és a teljes legénység elesett.

## Összegzés
| Hajója | Parancsnoki szolgálata                   | Őrjáratok száma | Őrjáratok hossza (nap) | Eltalált hajók száma | Eltalált hajók vízkiszorítása (brt) |
| ------ | ---------------------------------------- | --------------- | ---------------------- | -------------------- | ----------------------------------- |
| U–9    | 1940. október 21. – 1941. június 8.      | 0               | 0                      | 0                    | 0                                   |
| U–584  | 1941. augusztus 21. – 1942. december 20. | 7               | 205                    | 3                    | 13 119                              |
| U–584  | 1943. február 12. – 1943. október 31.    | 2               | 123                    | 1                    | 5565                                |
|        | Összesen                                 | 9               | 328                    | 4                    | 18 684                              |

## Elsüllyesztett hajók
| Búvárhajó | Nap              | Hajó         | Nemzetisége        | Vízkiszorítása (brt) |
| --------- | ---------------- | ------------ | ------------------ | -------------------- |
| U–584     | 1942. január 10. | M–175*       | Szovjetunió        | 206                  |
| U–584     | 1942. január 11. | Empire Oil   | Egyesült Királyság | 8029                 |
| U–584     | 1942. január 11. | Hindanger    | Norvégia           | 4884                 |
| U–584     | 1943. május 5.   | West Madaket | Egyesült Államok   | 5565                 |

* Tengeralattjáró